# KAT7
KAT7 (англ. Lysine acetyltransferase 7) – білок, який кодується однойменним геном, розташованим у людей на короткому плечі 17-ї хромосоми. Довжина поліпептидного ланцюга білка становить 611 амінокислот, а молекулярна маса — 70 642.
| 10         |  | 20         |  | 30         |  | 40         |  | 50         |
| ---------- |  | ---------- |  | ---------- |  | ---------- |  | ---------- |
| MPRRKRNAGS |  | SSDGTEDSDF |  | STDLEHTDSS |  | ESDGTSRRSA |  | RVTRSSARLS |
| QSSQDSSPVR |  | NLQSFGTEEP |  | AYSTRRVTRS |  | QQQPTPVTPK |  | KYPLRQTRSS |
| GSETEQVVDF |  | SDRETKNTAD |  | HDESPPRTPT |  | GNAPSSESDI |  | DISSPNVSHD |
| ESIAKDMSLK |  | DSGSDLSHRP |  | KRRRFHESYN |  | FNMKCPTPGC |  | NSLGHLTGKH |
| ERHFSISGCP |  | LYHNLSADEC |  | KVRAQSRDKQ |  | IEERMLSHRQ |  | DDNNRHATRH |
| QAPTERQLRY |  | KEKVAELRKK |  | RNSGLSKEQK |  | EKYMEHRQTY |  | GNTREPLLEN |
| LTSEYDLDLF |  | RRAQARASED |  | LEKLRLQGQI |  | TEGSNMIKTI |  | AFGRYELDTW |
| YHSPYPEEYA |  | RLGRLYMCEF |  | CLKYMKSQTI |  | LRRHMAKCVW |  | KHPPGDEIYR |
| KGSISVFEVD |  | GKKNKIYCQN |  | LCLLAKLFLD |  | HKTLYYDVEP |  | FLFYVMTEAD |
| NTGCHLIGYF |  | SKEKNSFLNY |  | NVSCILTMPQ |  | YMRQGYGKML |  | IDFSYLLSKV |
| EEKVGSPERP |  | LSDLGLISYR |  | SYWKEVLLRY |  | LHNFQGKEIS |  | IKEISQETAV |
| NPVDIVSTLQ |  | ALQMLKYWKG |  | KHLVLKRQDL |  | IDEWIAKEAK |  | RSNSNKTMDP |
| SCLKWTPPKG |  | T          |  |            |  |            |  |            |

A: Аланін

C: Цистеїн

D: Аспарагінова кислота

E: Глутамінова кислота

F: Фенілаланін

G: Гліцин

H: Гістидин

I: Ізолейцин

K: Лізин

L: Лейцин

M: Метіонін

N: Аспарагін

P: Пролін

Q: Глутамін

R: Аргінін

S: Серин

T: Треонін

V: Валін

W: Триптофан

Кодований геном білок за функціями належить до трансфераз, ацилтрансфераз,гістонацетилтрансфераз, ремодуляторів хроматину, фосфопротеїнів. 
Виконує ацетилювання на гістоновому білку H4. Задіяний у таких біологічних процесах, як транскрипція, регуляція транскрипції, реплікація ДНК, ацетилювання, альтернативний сплайсинг. 
Білок має сайт для зв'язування з іонами металів, іоном цинку. 
Локалізований у ядрі.

## Можлива роль білка в патологіях
- Прогерія

Китайські вчені провели геномний скринінг, заснований на технології CRISPR-Cas і зробили висновок, що ген KAT7 асоційований з клітинним старінням .

Зменшення кількості KAT7 в клітинах підвищувало їх проліферативний потенціал. При цьому пересадка клітин з відсутнім KAT7 імунодефіцитним мишам, не приводила до утворення пухлин. Втрата KAT7 відновила морфологію клітинного ядра в клітинах з синдромом прогерії. Надекспресія гена KAT7, навпаки, викликала класичні ознаки клітинного старіння в молодих клітинах. Також автори роботи встановили, що KAT7 впливає на експресію інгібітора кінази p15INK4b, який, в свою чергу, прискорює клітинне старіння.

Проте, автори дослідження підкреслюють, що у їх роботи є обмеження: тільки для двох типів клітин показано вплив гена KAT7, це мезенхімальні стовбурові клітини, що демонструють прискорене старіння. Клітини були отримані із людських ембріональних стовбурових клітин, що несуть патогенні мутації.
- Гострий мієлобластний лейкоз

За допомогою технології CRISPR-Cas,  вчені виявили, що ацетилтрансферазна активність KAT7 має важливе значення для проліферації клітин зі злиттям генів MLL-X (онкоген, що призводить до мієлоїдного лейкозу).

Детальний аналіз результатів скрінінгу показав, що для виживання клітинних ліній мієлоїдного лейкозу необхідні кілька представників сімейства ацетилтрансфераз (MYST), причому, серед них, KAT7 демонструє прямий вплив на прогресування лейкозу.
Вчені повідовляють, що втрата KAT7, в клітинах зі MLL-X, призводить до зменшення проліферації та посилення апоптозу та диференціації. 
- Ревматоїдний артрит

Ревматоїдний артрит - це хронічне аутоімунне захворювання, в якому беруть участь багато клітинних учасників, але синовіальні фібробласти відіграють важливу роль у розвитку хвороби. Було проведено дослідження яке показало докази, що KAT7 регулюється у синовіальних фібробластах хворих на ревматоїдний артрит, що принаймні пояснюється стимуляцією прозапальних цитокінів, таких як TNF-α, IL-1β або IFN-γ.
Більш того, надмірна експресія KAT7 у таких фібробластах індукує експресію CCL20 через p44/42 MAPK шлях, сприяючи тим самим міграції клітин Т-хелпер 17(Th17). Загалом, вчені роблять висновок, що пригнічення активності KAT7 в синовіальних фібробластах може мати терапевтичне значення в лікуванні ревматоїдного артриту.